# Edna Merey-Apinda
Edna Merey-Apinda (* 11. Oktober 1976 in Libreville) ist eine gabunische Autorin.

## Leben
Edna Merey wuchs in Port-Gentil in Gabun mit ihren sechs Geschwistern auf; ihre Mutter war Hebamme und ihr Vater Verwaltungsassistent. Sie machte ihr Abitur in Frankreich, und sie studierte Wirtschaft in Toulouse.
Sie lebt heute in Port-Gentil, wo sie in einer Öl-Firma arbeitet.

## Werke
- Les aventures d'Imya, petite fille du Gabon, Paris, L'Harmattan, 2004
- Ce soir je fermerai la porte, Paris, L'Harmattan, 2006
- Garde le sourire, Paris, Le Manuscrit, 2008
- Des contes pour la lune, St Maur, Jets d'Encre, 2010
- Ce reflet dans le miroir St Maur, Jets d'Encre, 2011